# ساسوكي (برنامج تلفزيوني)
ساسوكي هو برنامج مسابقات ترفيهي رياضي ياباني يبث منذ عام 1997 تم عرض نسخة معدلة من البرنامج تحت اسم نينجا واريور في أكثر من 18 دولة.